# Simon Verhoeven
Simon Vincent Verhoeven (20 de junio de 1972 en Múnich) es un actor, director, guionista y compositor alemán.

## Biografía
Simon Verhoeven es hijo de la actriz Senta Berger y del director Michael Verhoeven, hermano del actor Luca Verhoeven y nieto del actor y director Paul Verhoeven (I).
Inicialmente futbolista, una lesión le impidió continuar. En 1991, se trasladó a Nueva York donde estudió en el Instituto de Teatro y Cine Lee Strasberg. Luego estudió música en Boston, perfeccionándose en el Berklee College of Music.
Ha trabajado como actor en producciones de Sönke Wortmann, Doris Dörrie y Roland Suso Richter y como director se destacó con Männerherze, film de gran éxito comercial y crítico.

## Filmografía

### Director
- 1996: Music Takes U High
- 1997: Phone
- 1999: Nice Meeting you
- 2001: 100 Pro
- 2009: Männerherzen
- 2023: Girl You Know It's True

### Actor
- 1994: Stockinger
- 1994: Mutters Courage
- 1995: Doppelter Einsatz
- 1995: Wasilisa die Schöne
- 1995: Party Girl
- 1999: Mit fünfzig küssen Männer anders
- 1999: Natalie 3
- 1999: Zerbrechliche Zeugin
- 2000: Vino Santo
- 2000: Abgedreht
- 2000: SOKO 5113– Tod an der Fahne
- 2001: Die Windsbraut (Bride of Wind) como Walter Gropius
- 2001: Wenn nur noch die Liebe zählt
- 2002: Feiertag
- 2003: Das Wunder von Bern
- 2003: Die Rosenheim-Cops
- 2003: Da wo die Heimat ist
- 2003: Das wilde Leben
- 2004: Der Fischer und seine Frau
- 2004: Mädchen Mädchen 2
- 2004: Unter Brüdern
- 2004: Vernunft und Gefühl
- 2004: Unter weißen Segeln
- 2004: Wen die Liebe trifft
- 2005: Letztes Kapitel
- 2005: Im Sommerhaus
- 2005: Alles außer Sex
- 2005: Eine Liebe am Gardasee
- 2006: Zwei Bräute und eine Affäre
- 2008: Mogadischu
- 2008: Doctor’s Diary
- 2008: Kleine Lüge für die Liebe
- 2009: Männerherzen
- 2009: Mamma kommt!

### Biografía
- 2003: Die Verhoevens (documental sobre la familia de Felix Moeller)

## Premios
- 2010: Bayerischer Filmpreis 2009, Mejor Filme, por Männerherzen.
- 2010: Premio Jupiter por Männerherzen, mejor film alemán de 2009.